# قائمة زملاء الجمعية الملكية المنتخبين في 1929
هذه الصفحة تعرض قائمة زملاء الجمعية الملكية المُنتخبين لعام 1929.

## الزملاء
- آرثر هنري ريجنالد بولر
- George Ridsdale Goldsbrough [الإنجليزية]‏
- Harold Roper Robinson [الإنجليزية]‏
- Arthur John Allmand [الإنجليزية]‏
- Augustus Daniel Imms [الإنجليزية]‏
- William Dickson Lang [الإنجليزية]‏